# 北島瑠果菜
北島 瑠果菜（きたじま るかな、1999年 - ）は　日本の女性モデル。

## 来歴・人物
高校2年生の時にコンプレックスだった高身長を武器にし、事務所所属オーディションに挑戦し、合格。2017年からavexに所属。退所時期は不明。
モデルレッスンを始めた半年後に「神戸コレクション」へ出演。その後「Seoul Paris Amazon FashionWeek」「シンデレラフェス」「GirlsMeeting」など数々のファッションショーに出演し、第4回conomi制服アワードやミスコンテストで受賞を重ねる。
現在2021年はショーモデルをしながらミスコンテストへ出場したり大会の主催をしている。

## 受賞
- Beauty Model Universe 2021 日本代表

世界大会グランプリ
- World Beauty Queen 2018 日本代表 Missosology世界1位
- Miss Cinderella of the world 2021 日本代表
- Miss Wisdom world 初代日本代表
- Miss Tourism and Culture Universe 初代日本代表 世界Top10/審査員特別賞Top3
- Miss Model of the World 2019 日本代表
- World Supermodel JAPAN 2017/2018 Top10
- Miss Earth Osaka 2017 Top10/審査員特別賞
- Miss Earth Saitama 2018 Top10/審査員特別賞
- Miss Grand Japan 2017 Top11
- ミスブライダル2016 関西代表 最優秀ティーン賞/SNS全国1位
- 第4回CONOMI制服アワード SHIBUYA109abeno賞
- 振袖ファッションショー2016 NPO法人ピンクリボン大阪賞
- バキバキビート×avex PartyLoversAuditionファイナリスト

## 主な活動
- NPO法人ピンクリボンアンバサダー
- 講談社withlabメンバー
- ミスいちごアソシエイツ2017
- Cinderellaプリ部メンバー